# 越村勲
越村 勲（こしむら いさお、1953年 - ）は、日本の歴史学者。
専門は東欧史で、クロアチアのアニメーションなどの表象文化と社会史の関係等を研究対象とする。
東京造形大学教授。東京造形大学副学長や、東欧史研究会委員長等を務めた。現在、東京造形大学名誉教授。

## 人物・経歴
富山県南砺市出身。富山県立福野高等学校を経て、1977年一橋大学法学部卒業後、ユーゴスラビア政府奨学生として留学し、1980年ザグレブ大学大学院政治学研究科修士課程修了、政治学修士。1985年一橋大学大学院社会学研究科博士課程単位取得。1992年『東南欧農民運動史の研究』で一橋大学社会学博士。審査員油井大三郎、土肥恒之、加藤哲郎。
1985年一橋大学社会学部助手。1987年千葉大学文学部助手。1991年東京造形大学造形学部助教授。1997年東京造形大学学長補佐。1998年東京造形大学造形学部教授。2008年東京造形大学造形学部長。2009年学校法人桑沢学園評議員。2012年東京造形大学副学長。この間、中央大学法学部非常勤講師、一橋大学社会学部非常勤講師、早稲田大学大学院経済学研究科非常勤講師、広島国際アニメーションフェスティバルデイリー・ブルティン編集長等も歴任。
専攻はクロアティアなど東欧の社会や思想、運動の歴史で、多文化共生や、アニメーションなどの表象文化と社会史の関係を研究テーマとする。1994年から1996年まで東欧史研究会委員長。

## 著作

### 著書
- 『東南欧農民運動史の研究』多賀出版、1990年。ISBN 978-4-8115-1227-3
- 『映画『アンダーグラウンド』を観ましたか？：ユーゴスラヴィアの崩壊を考える』（山崎信一と共著）彩流社、2004年。ISBN 978-4-88202-929-8
- 『クロアティアの歴史とアニメーション』東京造形大学 2009年
- 『クロアティアのアニメーション：人々の歴史と心の映し絵』彩流社、2010年。ISBN 978-4-7791-1520-2
- 『16・17世紀の海商・海賊：アドリア海のウスコクと東シナ海の倭寇 = MARINE MERCHANTS & PIRATES DURING THE 16TH AND 17TH CENTURIES』（編）彩流社、2016年。ISBN 978-4-7791-2146-3
- Zbornik Drage Roksandić, Zagreb, 2019
- USKOK and WAKO A Social History Study of Frontiersmen at the Ends of the Eurasian Continent /USKOK I WAKO Studija društvene povijesti granica Euroazijskog kontinenta, Plejada, Zagreb, 2020
- 『アドリア海の海賊 ウスコク:難民・略奪者・英雄』彩流社、2020年。ISBN 978-4-7791-2545-4
- Analiza socioekonomskih djela Rudolfa Bićanića iz perspektive globalne povijesti (Analysis of the socioeconomic works of Rudolf Bićanić from the perspective of global history), pdf 360kb, str. 307-331, Zbornik Janković (Matica hrvatska Daruvar), Vol. V No. 5-6, 2021 (Datum izdavanja: 17.08.2022).
- 『演劇と映像で「体感する」世界史：『スリーウインターズ』が気づかせてくれた歴史の捉え方、描き方』彩流社、2023年。ISBN 978-4-7791-2888-2
- Exploring the Boundaries of Contemporary Realism: The Theories and Examples of History, Imagology, and Animated Documentary, Journal of Tokyo Zokei University, 2024.

### 訳書
- R.オーキー『東欧近代史』（越村勲・田中一生・南塚信吾編訳）勁草書房、1987年。ISBN 978-4-326-24821-6
- アントニー・ポロンスキー『小独裁者たち：両大戦間期の東欧における民主主義体制の崩壊』（羽場久浘子監訳）法政大学出版局、1993年。ISBN 978-4-588-02137-4
- 『バルカンの大家族ザドルガ』（編訳）彩流社＜叢書東欧＞、1994年。ISBN 978-4-88202-312-8
- ドラーゴ・ロクサンディチ『クロアティア=セルビア社会史断章：民族史を越えて』彩流社＜叢書東欧＞、1999年。ISBN 978-4-88202-631-0
- ストヤン・ノヴァコヴィチ『セロ：中世セルビアの村と家』（唐沢晃一と共訳）刀水書房、2003年。ISBN 978-4-88708-294-6
- カール・カーザー『ハプスブルク軍政国境の社会史：自由農民にして兵士』（越村勲・戸谷浩監訳）学術出版会、2013年。ISBN 978-4-284-10398-5